# Tipula graminivora
Tipula graminivora är en tvåvingeart som beskrevs av Alexander 1921. Tipula graminivora ingår i släktet Tipula och familjen storharkrankar. Inga underarter finns listade i Catalogue of Life.